# 곽수근
곽수근(郭守根, 1953년~)은 대한민국의 경영학자이다.

## 경력
- 1997년: 행정쇄신위원회 실무위원
- 1997년: 한국공인회계사회 회계연수원 자문위원
- 2000년~2008년: 한국중소기업학회 부회장
- 2002년: 공무원연금관리공단 비상임이사
- 2002년: 포스코경영경제연구소 자문위원
- 2004년~2010년: 한국회계학회 부회장
- 2006년~2007년: 상생협력연구회 대표
- 2007년~: IASCF 재정지원위원회 위원장
- 2012년~2014년: 한국학술단체총연합회 회장
- 2011년~2012년: 한국경영학회 회장
- 2015년~: 한국비지니스코치협회 회장

## 논문
- 곽수근, 박종일, 실제이익조정과 부채조달비용 간의 관계에 관한 연구 16(5), pp. 243-283, 2015. 10.
- 기은선, 곽수근, 안혜진, 재무제표의 비교가능성과 피감기업 감사복잡성 상호작용이 감사노력에 미치는 영향, 회계학연구 40(3), pp. 43-81, 2014. 6.
- 안혜진, 곽수근, 최삼열, 발생액과 현금흐름이 현금배당 공시시점의 주가반응에 미치는 영향, 회계학연구 39(6), pp. 57–100, 2014. 12.
- 곽수근, 이준일, 최아름, 론스타펀드의 극동건설 인수 및 매각 사례, 회계저널 21(2), 한국회계학회, 2012. 5.
- 곽수근, 김기찬, 송창석, 임민영, 공유가치의 창출을 위한 기업네트워크협력방안, 공생발전종합연구 협동연구총서, 경제인문사회연구회, 2011. 12.
- 곽수근, 박종일, 외부감사가 타인자본비용에 미치는 효과: 비상장기업을 중심으로, 세무와 회계 저널 12(4), 한국세무학회, 2011. 12.
- 곽수근, 이준일, 박선영, 유진그룹의 국제회계기준 조기도입과 하이마트 인수관련 영업권 회계처리 사례, 회계저널 20(2), 한국회계학회, 2011. 5.
- 곽수근, 현진고속과 동진운수의 감가상각추정 변경사례, 회계저널 19(5), 한국회계학회, 2010. 12.
- 곽수근, 감사위원회에 관한 연구들의 비판적 고찰 및 제언, 세무와 회계 저널 11(4), 한국세무학회, 2010. 12.
- 곽수근, 박종일, 유가증권상장, 코스닥등록 및 비상장기업의 감사보수 결정요인에 관한 비교분석, 회계저널 19(4), 한국회계학회, pp. 197-230, 2010. 9.
- 곽수근, 박종일, 기대감사시간과 감사품질이 비상장기업의 감사보수결정에 미치는 영향, 중소기업연구 32(2), 한국중소기업학회, 2010. 6.
- 곽수근, 박경호, 이문영, 황이석, 국제회계기준 채택이후 회계기준제정기구의 역할, 회계저널, 한국회계학회, pp. 505-541, 2010. 5.
- 곽수근, 박종일, 신용평점이 감사보수결정요인에 미치는 영향-비상장 및 상장기업의 비교분석, 세무와 회계 저널 11, 한국세무학회, pp. 325-361, 2010. 3.
- 최종학, 곽수근, 의결권 및 배당권의 차이와 기업규모 및 기업의 위험과의 상호작용이 감사보수에 미치는 영향, 회계정보연구, 회계정보학회, 2009. 06.
- 박종일, 곽수근, 적자보고회피, 이익감소회피 및 목표이익 달성기업과 재무분석가의 이익예측오차 사이의 관계에 관한 연구, 회계와 감사 연구, 한국공인회계사회, 2008. 12.
- 곽수근, 최종학, 이병희, 부채를 통한 자본조달과 재무분석가의 이익예측치 미달회피 경향, 회계와 감사 연구, 한국공인회계사회, 2008. 12.
- 안태식, 곽수근, 이병희, 심호식, 최연식, 교육서비스 가격책정 방법론의 개발과 적용: 전문대학원 등록금 책정사례, 관리회계연구 8(2), 2008. 12, pp. 123-151.
- 곽수근, 박종일, 감사보수와 감사시간이 재무분석가의 이익예측 오차에 미치는 영향, 회계와 감사 연구 47, 한국공인회계사회, 2008. 6, pp. 1-36.
- Choi, J. H., S. K. Kwak, and H. S. Yoo, The Effect of Divergence between Cash Flow Right and Voting Right on Audit Hour and Audit Fee per Audit Hour, Seoul Journal of Business 14(1), 2008, pp. 55-77.
- Byun, H. Y., S. K. Kwak, and L. S. Hwang, The Implied Cost of Equity Capital and Corporate Government Practices, Asia-Pacific Journal of Financial Studies 37(1), 2008, pp. 139-184.